# Лаусніц
Лаусніц (нім. Lausnitz) — громада в Німеччині, розташована в землі Тюрингія. Входить до складу району Заале-Орла. Складова частина об'єднання громад Оппург.
Площа — 8,43 км2. Населення становить 306 ос. (станом на 31 грудня 2021).